# Boffres
Boffres ist eine französische Gemeinde mit 618 Einwohnern (Stand 1. Januar 2022) im Département Ardèche in der Region Auvergne-Rhône-Alpes.
Bekannt wurde der Ort als Wohnsitz des französischen Komponisten und Musiktheoretikers Vincent d’Indy, dessen Familie einem Adelsgeschlecht aus dem Vivarais entstammt.
Die Bewohner werden Boffrais und Boffraises genannt.

## Geografie
Die Gemeinde liegt im Haut Vivarais, im Norden des Départements, auf dem Plateau von Vernoux. Die Flüsse Duzon und Grozon durchqueren das Gemeindegebiet. Die nächstgelegene Stadt ist Guilherand-Granges in 15 km Entfernung.

## Geschichte
Der Name der Gemeinde leitet sich vom lokalen Wind ab, der hier weht und Balfredo genannt wird.
Im 13. Jahrhundert war der Ort im Besitz der Familie Anduze, im 15. Jahrhundert wurde sie den Bermond de La-Voulte übergeben, denen sie auch bis zur Französischen Revolution gehörte. Danach wechselte sie erneut den Besitzer und kam zu den Lévy-Ventadour.
Nahe dem Weiler Leyrisse in Richtung Boffres, kam es auch zur heftigsten Schlacht des Cevennenkrieges, als am 8. Juli 1709 die Armee der Kamisarden von den Anhängern des Königs vernichtend geschlagen worden ist. Der Ausgang dieses Kampfes war entscheidend für den weiteren Verlauf religiöser Auseinandersetzungen in der Region.

### Bevölkerungsentwicklung
| Jahr                       | 1962 | 1968 | 1975 | 1982 | 1990 | 1999 | 2007 | 2016 |
| Einwohner                  | 705  | 654  | 510  | 531  | 510  | 509  | 617  | 645  |
| Quellen: Cassini und INSEE |      |      |      |      |      |      |      |      |

## Kultur und Sehenswürdigkeiten
Die Gemeinde Boffres wurde im 17. Jahrhundert stark befestigt, auch heute noch sind Spuren, wie Überreste des Schutzwalls oder die Ruinen der Burg zu besichtigen. Der runde Bergfried aus rosa Granit bildet die höchste Stelle des Ortes und ist aus vielen kleinen Einzelbausteinen gefertigt worden. Auch die Kapelle und der Dorfbrunnen der Gemeinde sind noch gut erhalten. Viele andere historische Gebäude wie die Häuser Tarvidon, Chabret, Gleize, sowie der antike Tempelhof sind ebenfalls gut geschützt.
Boffres beheimatet außerdem zahlreiche Schlösser. Das bekannteste davon ist das Château des Faugs, das 1886 eigens für Vincent d’Indy errichtet worden ist. Seine Büste ist noch heute auf dem Dorfplatz zu sehen. Nach dem Ersten Weltkrieg gab er das Schloss aber auf und zog an die Côte d’Azur. Weitere bekannte Schlösser sind das Château de Périer und das Château de Cachard, das im 15. und 16. Jahrhundert erbaut worden ist und inmitten des örtlichen Waldes liegt.
Darüber hinaus besitzt der Ort eine romanische Kirche und einen Tempel, der zu den ältesten und besterhaltenen der Region zählt. Das Hauptgebäude wurde schon in der Mitte des 17. Jahrhunderts errichtet. Eingeweiht wurde der Tempel aber erst am 11. November 1838 von Priester Brunel.